# World Athletics Label Road Races 2024

Logo von World Athletics

Die World Athletics Label Road Races 2024 waren eine Serie von Laufveranstaltungen im Straßenlauf, die vom Leichtathletik-Weltverband World Athletics für 2024 ein Label erhielten.
Wie im Vorjahr wurden die Bewerbe in vier Gruppen aufgeteilt. Mit den Bezeichnungen: Platinum Label, Gold Label, Elite Label und Label Races.

## Platinum Label Races
| auch Teil der World Marathon Majors |

| Datum  | Veranstaltung                        | Distanz    | Sieger                            | Siegerin                         |
| ------ | ------------------------------------ | ---------- | --------------------------------- | -------------------------------- |
| 07.01. | Xiamen-Marathon Xiamen               | 42,195 km  | Asefa Boki 2:06:47 h              | Bekelech Gudeta 2:22:54 h        |
| 28.01. | Osaka Women’s Marathon Osaka         | 42,195 km  | –                                 | Workenesh Edesa 2:18:51 h        |
| 25.02. | Guadalajara-Halbmarathon Guadalajara | 21,0975 km | Stephen Kiprop 1:01:21 h          | Aberu Ayana 1:08:51 h            |
| 03.03. | Tokio-Marathon Tokio                 | 42,195 km  | Benson Kipruto 2:02:16 h          | Sutume Asefa Kebede 2:15:55 h    |
| 10.03. | Nagoya Women’s Marathon Nagoya       | 42,195 km  | –                                 | Yuka Andō 2:21:18 h              |
| 17.03. | Seoul-Marathon Seoul                 | 42,195 km  | Jemal Yimer 2:06:08 h             | Fikrte Wereta 2:21:32 h          |
| 15.04. | Boston-Marathon Boston               | 42,195 km  | Sisay Lemma 2:06:17 h             | Hellen Obiri 2:22:37 h           |
| 21.04. | London-Marathon London               | 42,195 km  | Alexander Mutiso Munyao 2:04:01 h | Peres Jepchirchir 2:16:16 h      |
| 15.09. | Sydney-Marathon Sydney               | 42,195 km  | Brimin Kipkorir 2:06:18 h         | Workenesh Edesa 2:21:41 h        |
| 29.09. | Berlin-Marathon Berlin               | 42,195 km  | Milkesa Mengesha 2:03:17 h        | Tigist Ketema 2:16:42 h          |
| 13.10. | Chicago-Marathon Chicago             | 42,195 km  | John Korir 2:02:44 h              | Ruth Chepngetich 2:09:56 h       |
| 20.10. | Amsterdam-Marathon Amsterdam         | 42,195 km  | Tsegaye Getachew 2:05:38 h        | Yalemzerf Yehualaw 2:16:52 h     |
| 03.11. | New-York-City-Marathon New York City | 42,195 km  | Abdi Nageeye 2:07:39 h            | Sheila Chepkirui 2:24:35 h       |
| 01.12. | Shanghai-Marathon Shanghai           | 42,195 km  | Samsom Amare 2:06:26 h            | Bekelech Gudeta 2:25:21 h        |
| 01.12. | Valencia-Marathon Valencia           | 42,195 km  | Sabastian Sawe 2:02:05 h          | Megertu Alemu 2:16:49 h          |
| 15.12. | Bangsaen21 Half Marathon Chon Buri   | 21,0975 km | Nibret Melak 1:02:32 h            | Winfridah Moraa Moseti 1:10:01 h |

## Gold Label Races
| Datum  | Veranstaltung                                   | Distanz    | Sieger                          | Siegerin                         |
| ------ | ----------------------------------------------- | ---------- | ------------------------------- | -------------------------------- |
| 14.01. | Houston-Marathon Houston                        | 42,915 km  | Zouhair Talbi 2:06:39 h         | Rahma Tusa 2:19:33 h             |
| 14.01. | Houston-Halbmarathon Houston                    | 21,0975 km | Jemal Yimer 1:00:42 h           | Sutume Asefa Kebede 1:04:37 h    |
| 21.01. | Hongkong-Marathon Hongkong                      | 42,195 km  | Anderson Seroi 2:12:50 h        | Medina Deme Armino 2:28:47 h     |
| 21.01. | Mumbai-Marathon Mumbai                          | 42,195 km  | Hayle Lemi 2:07:50 h            | Abersh Minsewo 2:26:06 h         |
| 27.01. | Buri Ram-Marathon Buri Ram                      | 42,195 km  | Mathew Samperu 2:09:54 h        | Sharon Chelimo 2:27:54 h         |
| 10.02. | Lagos-Marathon Lagos                            | 42,195 km  | Bernard Sang 2:16:49 h          | Kebene Chala 2:41:01 h           |
| 11.02. | Barcelona-Halbmarathon Barcelona                | 21,0975 km | Kibiwott Kandie 59:22 min       | Joyciline Jepkosgei 1:04:29 h    |
| 15.02. | Doha-Marathon Doha                              | 42,195 km  | Munyo Solomon Mutai 2:12:48 h   | Valary Jemeli 2:23:38 h          |
| 24.02. | RAK-Halbmarathon Ra’s al-Chaima                 | 21,0975 km | Daniel Mateiko 58:45 min        | Tsigie Gebreselama 1:05:14 h     |
| 25.02. | Osaka-Marathon Osaka                            | 42,195 km  | Kiyoto Hirabayashi 2:06:18 h    | Waganesh Mekasha 2:24:20 h       |
| 25.02. | Meishan-Halbmarathon Meishan                    | 21,0975 km | Zhaxi Ciren 1:01:57 h           | Zhang Deshun 1:07:55 h           |
| 10.03. | Barcelona-Marathon Barcelona                    | 42,195 km  | Tadesse Abraham 2:05:01 h       | Degitu Azimeraw 2:19:52 h        |
| 17.03. | New Taipei City Wan Jin Shi Marathon Neu-Taipeh | 42,195 km  | Cyrus Mutai 2:09:31 h           | Amid Fozya Jemal 2:38:10 h       |
| 24.03. | Chongqing-Marathon Chongqing                    | 42,195 km  | Josphat Boit 2:07:53 h          | Jackline Sakilu 2:21:27 h        |
| 24.03. | Wuxi-Marathon Wuxi                              | 42,195 km  | Tadu Abate 2:06:18 h            | Veronica Maina 2:24:46 h         |
| 31.03. | Yangzhou-Jianzhen-Halbmarathon Yangzhou         | 21,0975 km | Edward Koonyo 1:00:07 h         | Maurine Jemutai 1:07:19 h        |
| 07.04. | Daegu-Marathon Daegu                            | 42,195 km  | Stephen Kiprop 2:07:04 h        | Ruti Aga 2:21:08 h               |
| 14.04. | Rotterdam-Marathon Rotterdam                    | 42,195 km  | Abdi Nageeye 2:04:34 h          | Ashete Bekere 2:19:30 h          |
| 21.04. | Shanghai-Halbmarathon Shanghai                  | 21,0975 km | Roncer Kipkorir Konga 1:00:29 h | Magdalena Shauri 1:09:57 h       |
| 28.04. | Gifu-Halbmarathon Gifu                          | 21,0975 km | Hillary Kipkoech 1:01:26 h      | Stella Chesang 1:07:59 h         |
| 28.04. | Istanbul-Halbmarathon Istanbul                  | 21,0975 km | Hicham Amghar 59:46 min         | Sheila Chelangat 1:06:47 h       |
| 28.04. | World 10K Bangalore Bengaluru                   | 10,0 km    | Peter Mwaniki Njeru 28:14 min   | Lilian Kasait Rengeruk 30:56 min |
| 25.05. | Okpekpe 10KM Okpekpe                            | 10,0 km    | Edward Pingua Zakayo 29:31 min  | Gladys Kwamboka 33:05 min        |
| 26.05. | Lanzhou-Marathon Lanzhou                        | 42,195 km  | Joel Kemboi Kimurer 2:10:38 h   | Magdalyne Masai 2:24:46 h        |
| 23.06. | 10KM Port Gentil Port Gentil                    | 10,0 km    | Peter Mwaniki Aila 28:32 min    | Loice Chemnung 30:40 min         |
| 25.08. | Mexiko-Stadt-Marathon Mexiko-Stadt              | 42,195 km  | Edwin Kiptoo 2:10:36 h          | Fancy Chemutai 2:29:19 h         |
| 15.09. | Kopenhagen-Halbmarathon Kopenhagen              | 21,0975 km | Sabastian Sawe 58:05 min        | Margaret Kipkemboi 1:05:11 h     |
| 22.09. | Hengshui-Marathon Hengshui                      | 42,195 km  | Benard Kipkorir 2:09:57 h       | Atalel Anmut 2:23:39 h           |
| 22.09. | Taiyuan-Marathon Taiyuan                        | 42,195 km  | Desalegn Girma 2:08:30 h        | Chimdesa Kumsa 2:26:43 h         |
| 20.10. | Dongying-Marathon Dongying                      | 42,195 km  | Cornelius Kibet 2:05:52 h       | Meseret Abebayahau 2:22:00 h     |
| 20.10. | Ljubljana-Marathon Ljubljana                    | 42,195 km  | Getaneh Molla 2:06:29 h         | Joyce Chepkemoi Tele 2:20:17 h   |
| 20.10. | Delhi-Halbmarathon Neu-Delhi                    | 21,0975 km | Joshua Cheptegei 59:46 min      | Alemaddis Eyayu 1:08:17 h        |
| 27.10. | Valencia-Halbmarathon Valencia                  | 21,0975 km | Yomif Kejelcha 57:30 min        | Agnes Jebet Ngetich 1:03:03 h    |
| 27.10. | Shanghai 10K Shanghai                           | 10,0 km    | Patrick Mosin 28:37 min         | Judy Kemboi 31:17 min            |
| 03.11. | Peking-Marathon Peking                          | 42,195 km  | Lemi Berhanu 2:09:16 h          | Vicoty Chepngeno 2:21:56 h       |
| 03.11. | Hangzhou-Marathon Hangzhou                      | 42,195 km  |                                 | Helah Kiprop 2:22:57 h           |
| 03.11. | Istanbul-Marathon Istanbul                      | 42,195 km  | Dejene Debela 2:11:40 h         | Ruth Jebet 2:24:45 h             |
| 1.12.  | Shenzhen-Marathon Shenzhen                      | 42,195 km  | Sammy Kirop Kitwara 2:09:13 h   | Magdalena Shauri 2:29:30 h       |
| 1.12.  | Singapur-Marathon Singapur                      | 42,195 km  | Geoffrey Yegon 2:16:06 h        | Fantu Zewude 2:39:04 h           |
| 08.12. | Guangzhou-Marathon Guangzhou                    | 42,195 km  | Gebise Debele 2:06:28 h         | Anchialem Haymanot 2:25:13 h     |
| 15.12. | Taipeh-Marathon Taipeh                          | 42,195 km  | Brimin Kipkorir 2:11:41 h       | Amid Fozya Jemal 2:32:47 h       |
| 15.12. | Kolkata 25K Kolkata                             | 25,0 km    | Stephen Kissa 1:12:33 h         | Sutume Asefa Kebede 1:19:21 h    |
| 31.12. | San Silvestre Vallecana Madrid                  | 10,0 km    | Berihu Aregawi 26:32 min        | Marta García 31:19 min           |

## Elite Label Races
| Datum  | Veranstaltung                              | Distanz    | Sieger                              | Siegerin                           |
| ------ | ------------------------------------------ | ---------- | ----------------------------------- | ---------------------------------- |
| 04.02. | Beppu-Ōita-Marathon Ōita                   | 42,915 km  | Derese Workneh 2:07:58 h            | Aoi Makara 2:40:31 h               |
| 04.02. | Kagawa-Marugame-Halbmarathon Marugame      | 21,0775 km | Richard Etir 59:32 min              | Dolphine Nyaboke Omare 1:06:07 h   |
| 10.02. | Riad-Marathon Riad                         | 42,195 km  | Wilfred Kirwa Kigen 2:08:39 h       | Bedatu Hirpa 2:27:20 h             |
| 10.02. | Riad-Halbmarathon Riad                     | 21,0975 km | Kelvin Kibiwott 1:02:39 h           | Bertukan Welde 1:10:22 h           |
| 18.02. | Sevilla-Marathon Sevilla                   | 42,195 km  | Deresa Geleta 2:03:27 h             | Azmera Gebru 2:22:13 h             |
| 17.03. | Rom-Marathon Rom                           | 42,195 km  | Asbel Rutto 2:06:24 h               | Ivyne Jeruto 2:24:36 h             |
| 17.03. | Lissabon-Halbmarathon Lissabon             | 21,0975 km | Dinkalem Ayele 1:00:36 h            | Brigid Kosgei 1:05:51 h            |
| 24.03. | Wuhan-Marathon Wuhan                       | 42,195 km  | John Muiriri 2:09:13 h              | Mare Dibaba 2:25:12 h              |
| 06.04. | Prag-Halbmarathon Prag                     | 21,0975 km | Sabastian Sawe 58:24 min            | Gete Alemayehu 1:08:10 h           |
| 07.04. | Paris-Marathon Paris                       | 42,195 km  | Mulugeta Uma 2:05:33 h              | Mestawut Fikir 2:20:45 h           |
| 07.04. | Berliner Halbmarathon Berlin               | 21,0975 km | Daniel Simiu Ebenyo 59:30 min       | Tekle Muluat 1:06:53 h             |
| 21.04. | Qingdao-Marathon Qingdao                   | 42,195 km  | Anderson Seroi 2:13:34 h            | Ding Changqin 2:35:52 h            |
| 21.04. | Vienna City Marathon Wien                  | 42,195 km  | Chala Regasa 2:06:35 h              | Nazret Weldu 2:24:08 h             |
| 21.04. | Enschede-Marathon Enschede                 | 42,195 km  | Taoufik Allam 2:08:58 h             | Souad Kabouchia 2:27:16 h          |
| 05.05. | Prag-Marathon Prag                         | 42,195 km  | Hayle Lemi 2:08:44 h                | Bedatu Hirpa 2:23:41 h             |
| 18.05. | Bangsaen10 Chon Buri                       | 10,0 km    | Hicham Amghar 29:00 min             | Loice Chemnung 32:04 min           |
| 26.05. | Yingkou-Marathon Yingkou                   | 42,195 km  | Birhan Nebebew 2:11:38 h            | Obse Abdeta 2:37:15 h              |
| 09.06. | Kigali International Peace Marathon Kigali | 42,195 km  | Laban Kipngetich Korir 2:16:06 h    | Joan Kipyatich 2:33:27 h           |
| 16.06. | Jilin-Marathon Jilin                       | 42,195 km  | Tesfamichael Haftom 2:14:06 h       | Baraki Gebriala 2:37:42 h          |
| 23.06. | Zhenning-Halbmarathon Zhenning             | 21,0975 km | Bute Gemechu 1:01:22 h              | Ding Changqin 1:10:54 h            |
| 28.07. | Bogotá-Halbmarathon Bogotá                 | 21,0975 km | Ezra Kipketer Tanui 1:03:05 h       | Gladys Kwamboka 1:14:00 h          |
| 03.08. | Beach to Beacon 10K Cape Elizabeth         | 10,0 km    | Tadese Worku 28:12 min              | Faith Chepkoech 32:05 min          |
| 04.08. | Liupanshui-Marathon Liupanshui             | 42,195 km  | Paul Kosgei 2:14:51 h               | Burtukan Yifru 2:35:29 h           |
| 18.08. | Cali 10K Cali                              | 10,0 km    | Ezra Kipketer Tanui 28:05 min       | Gladys Kwamboka 32:19 min          |
| 25.08. | Harbin-Marathon Harbin                     | 42,195 km  | Abayneh Ayele 2:12:26 h             | Ruth Jebet 2:28:12 h               |
| 25.08. | Bali-Marathon Bali                         | 42,195 km  | Paul Tiongik 2:18:25 h              | Aurelia Jerotich Kiptui 2:36:59 h  |
| 25.08. | Antrim Coast Half Marathon Larne           | 21,0975 km | Alex Nzioka Matata 59:46 min        | Yalemzerf Yehualaw 1:05:31 h       |
| 07.09. | Tallinn-Halbmarathon Tallinn               | 21,0975 km | Collins Kipkirui Kipkorir 1:00:23 h | Helah Jelagat Kiprop 1:09:20 h     |
| 07.09. | Prag 10K Prag                              | 10,0 km    | Dennis Kibet Kitiyo 27:17 min       | Diana Chepkorir 30:12 min          |
| 08.09. | Tallinn-Marathon Tallinn                   | 42,195 km  | Samwel Kiptoo 2:13:48 h             | Mercy Kwambai 2:31:09 h            |
| 16.09. | Shenyang-Marathon Shenyang                 | 42,195 km  | Endeshaw Negesse 2:17:32 h          | Bashanke Bilo 2:35:47 h            |
| 22.09. | Brașov Running Festival Brașov             | 10,0 km    | Daniel Kinyanjui 27:08 min          | Loice Chemnung 30:13 min           |
| 06.10. | Lissabon-Marathon Lissabon                 | 42,195 km  | Wisley Kimeli 2:08:33 h             | Rael Nguriatukei Kinyara 2:27:11 h |
| 06.10. | Portugal-Halbmarathon Lissabon             | 21,0975 km | Mosinet Geremew 1:03:09 h           | Faith Chepchirchir 1:10:33 h       |
| 06.10. | Cardiff-Halbmarathon Cardiff               | 21,0975 km | Patrick Mosin 1:00:02 h             | Miriam Chebet 1:06:43 h            |
| 20.10. | Toronto Waterfront Marathon Toronto        | 42,195 km  | Mulugeta Asefa 2:07:16 h            | Waganesh Mekasha 2:20:44 h         |
| 27.10. | Frankfurt-Marathon Frankfurt am Main       | 42,195 km  | Benard Biwott 2:05:54 h             | Hawi Feysa 2:17:25 h               |
| 27.10. | Dublin-Marathon Dublin                     | 42,195 km  | Moses Kemei 2:08:47 h               | Asmarech Nega 2:24:13 h            |
| 27.10. | Puebla-Marathon Heroica Puebla de Zaragoza | 42,195 km  | Fikadu Kibebe 2:13:52 h             | Euliter Tanui 2:37:06 h            |
| 03.11. | Bangsaen42 Marathon Chon Buri              | 42,195 km  | Kalipus Lomwai 2:19:04 h            | Mehret Gemeda 2:42:19 h            |
| 10.11. | Hefei-Marathon Hefei                       | 42,195 km  | Zha Xiciren 2:15:44 h               | Ciren Cuomu 2:34:40 h              |
| 10.11. | Nanchang-Marathon Nanchang                 | 42,195 km  | Moses Kiptoo 2:09:54 h              | Aamelmal Tagel 2:26:31 h           |
| 10.11. | Shaoxing-Marathon Shaoxing                 | 42,195 km  | Douglas Kiprugut 2:12:02 h          | Rodah Jepkorir 2:30:38 h           |
| 17.11. | Nanjing-Marathon Nanjing                   | 42,195 km  | Abebaw Muniye 2:10:35 h             | Gladys Kiptoo 2:26:08 h            |
| 17.11. | Hongkong 10K Hongkong                      | 10,0 km    | Samwel Nyamai Mailu 27:59 min       | Loice Chemnung 30:24 min           |
| 24.11. | Chizhou-Marathon Chizhou                   | 42,195 km  | Gezaw Bekele 2:16:20 h              | Ayalinesh Belete 2:36:36 h         |
| 1.12.  | Fukuoka-Marathon Fukuoka                   | 42,195 km  | Yuya Yoshida 2:05:16 h              | -                                  |
| 1.12.  | Hōfu Yomiuri Marathon Hōfu                 | 42,195 km  | Riki Nakanishi 2:09:07 h            | Kana Kobayashi 2:24:59 h           |
| 1.12.  | Suzhou-Marathon Suzhou                     | 42,195 km  | Molalign Fantahun 2:11:57 h         | Sofiya Shemsu 2:30:24 h            |
| 07.12. | Kalākaua Merrie Mile Honolulu              | Meile      | Hobbs Kessler 3:56,85 min           | Nikki Hiltz 4:28,65 min            |
| 08.12. | Honolulu-Marathon Honolulu                 | 42,195 km  | Yemane Haileselassie 2:11:59 h      | Cynthia Jerotich 2:31:14 h         |
| 14.12. | Abu Dhabi-Marathon Abu Dhabi               | 42,195 km  | Chala Regasa 2:06:16 h              | Catherine Amanang’ole 2:20:34 h    |
| 14.12. | al-Sharqiyah-Halbmarathon Khobar           | 21,0975 km | Alex Nzioka Matata 1:00:17 h        | Gotytom Gebreslase 1:07:11 h       |
| 14.12. | al-Sharqiyah International 5K Khobar       | 5,0 km     | Hagos Gebrhiwet 12:58 min           | Marta Alemayo 14:44 min            |
| 15.12. | Fuzhou-Marathon Fuzhou                     | 42,195 km  | Abdu Endris 2:10:54 h               | Genet Robi 2:27:05 h               |
| 15.12. | Mersin-Marathon Mersin                     | 42,195 km  | Bethwell Kipkemboi 2:08:13 h        | Juliet Chekwel 2:29:18 h           |

## Label Races
| Datum  | Veranstaltung                                   | Distanz          | Sieger                                | Siegerin                             |
| ------ | ----------------------------------------------- | ---------------- | ------------------------------------- | ------------------------------------ |
| 07.01. | Dubai-Marathon Dubai                            | 42,915 km        | Addisu Gobena 2:05:01 h               | Tigist Ketema 2:16:07 h              |
| 14.01. | 10K Valencia Ibercaja Valencia                  | 10,0 km          | Jacob Kiplimo 26:48 min               | Agnes Jebet Ngetich 28:46 min        |
| 21.01. | Santa Pola-Halbmarathon Santa Pola              | 21,0975 km       | Andamlak Belihu 59:59 min             | Zewditu Aderaw 1:07:59 h             |
| 28.01. | Marrakesch-Marathon Marrakesch                  | 42,195 km        | Sammy Kirop Kitwara 2:07:53 h         | Kaoutar Farkoussi 2:27:58 h          |
| 28.01. | Sevilla-Halbmarathon Sevilla                    | 21,0975 km       | Bravin Kiprop 59:21 min               | Alemtsehay Zerihun 1:07:59 h         |
| 28.01. | 10K Ibiza-Platja d’en Bossa Ibiza               | 10,0 km          | Gideon Kipkertich Rono 27:41 min      | Mirriam Chebet 30:40 min             |
| 11.02. | Monaco Run 5 km Monaco                          | 5,0 km           | Yann Schrub 13:22 min                 | Likina Amebaw 14:35 min              |
| 25.02. | Castellón-Marathon Castelló de la Plana         | 42,195 km        | Kibrom Weldemicael 2:07:25 h          | Dorine Jerop Murkomen 2:29:39 h      |
| 25.02. | Neapel-Halbmarathon Neapel                      | 21,0975 km       | Brian Kwemoi 59:25 min                | Angela Tanui 1:07:05 h               |
| 25.02. | 10K Facsa Castellón Castelló de la Plana        | 10,0 km          | Tadese Worku 27:02 min                | Faith Chepkoech 29:50 min            |
| 03.03. | Roma – Ostia Rom                                | 21,0975 km       | Emmanuel Wafula 1:01:10 h             | Mary Wacera Ngugi 1:07:38 h          |
| 03.03. | Paris-Halbmarathon Paris                        | 21,0975 km       | Bernard Kiprop Koech 1:00:45 h        | Joan Chelimo Melly 1:06:58 h         |
| 10.03. | Nanjing-Marathon Nanjing                        | 42,195 km        | Li Zhengyue 2:16:45 h                 | Jackline Jeptanui 2:39:15 h          |
| 10.03. | Suzhou-Halbmarathon Suzhou                      | 21,0975 km       | Tadele Demise 1:01:15 h               | Enatnesh Walelign 1:11:10 h          |
| 10.03. | Málaga-Halbmarathon Málaga                      | 21,0975 km       | Geoffrey Toroitich 1:00:13 h          | Loice Chemnung 1:05:58 h             |
| 16.03. | 10 km Villa de Laredo Laredo                    | 10,0 km          | Yomif Kejelcha 26:37 min              | Konstanze Klosterhalfen 31:07 min    |
| 16.03. | Podium Festival Leicester                       | 5,0 km           | Hagos Gebrhiwet 13:19 min             | Asmarech Anley 14:59 min             |
| 17.03. | Guilin-Marathon Guilin                          | 42,195 km        | Jeremia Njeri 2:16:45 h               | Adilo Obseni 2:40:13 h               |
| 17.03. | New York City-Halbmarathon New York City        | 21,0975 km       | Abel Kipchumba 1:00:25 h              | Karoline Bjerkeli Grøvdal 1:09:09 h  |
| 23.03. | Azpeitia-Halbmarathon Azpeitia                  | 21,0975 km       | Ellijah Kibet 1:01:59 h               | Rose Chelimo 1:08:49 h               |
| 24.03. | Warschau-Halbmarathon Warschau                  | 21,0975 km       | Dorian Boulvin 1:01:58 h              | Fabienne Königstein 1:09:32 h        |
| 24.03. | Zagreb-Halbmarathon Zagreb                      | 21,0975 km       | Ezekiel Kipkorir 1:02:08 h            | Kipkerio Philice-Cheboirot 1:17:31 h |
| 24.03. | Cheshire Elite 10K Pulford                      | 10,0 km          | Omar Ahmed 29:20 min                  | Verity Ockenden 32:15 min            |
| 30.03. | Cursa Patrimoni Eivissa 10K Ibiza               | 10,0 km          | Adel Mechaal 28:31 min                | Laura Luengo 32:45 min               |
| 31.03. | Shijiazhuang-Marathon Shijiazhuang              | 42,195 km        | Yang Xiao 2:17:14 h                   | Meseret Hailu 2:34:25 h              |
| 31.03. | Zhengkai-Marathon Kaifeng                       | 42,195 km        | Tilahun Nigusie 2:14:06 h             | Ruth Jebet 2:26:48 h                 |
| 07.04. | Bratislava-Marathon Bratislava                  | 42,195 km        | Paweł Kosek 2:25:32 h                 | Nataša Šustić 2:49:02 h              |
| 07.04. | Mailand-Marathon Mailand                        | 42,195 km        | Titus Kimutai Kipkosgei 2:07:12 h     | Gebeyahu Tigist Memuye 2:26:32 h     |
| 07.04. | São Paulo-Marathon São Paulo                    | 42,195 km        | Nicholas Kiptoo 2:16:25 h             | Helen Baltazar 2:50:13 h             |
| 07.04. | Madrid-Halbmarathon Madrid                      | 21,0975 km       | Mike Chematot 1:01:07 h               | Aberash Shilima 1:08:31 h            |
| 13.04. | B.A.A. Invitational Mile Boston                 | Meile            | Casey Comber 4:07,31 min              | Kristlin Gear 4:42,45 min            |
| 13.04. | B.A.A. 5K Boston                                | 5,0 km           | Cooper Teare 13:38 min                | Fotyen Tesfay 14:45 min              |
| 14.04. | Gunsan-Marathon Gunsan                          | 42,195 km        | Kim Jae-min 2:20:12 h                 | Lee Su-min 2:35:46 h                 |
| 14.04. | Yangling-Marathon Yangling                      | 42,195 km        | Wang Tao 2:15:07 h                    | Sufang Pan 2:40:08 h                 |
| 14.04. | Hannover-Marathon Hannover                      | 42,195 km        | Amanal Petros 2:06:05 h               | Domenika Mayer 2:23:50 h             |
| 21.04. | Huai’an-Marathon Huai’an                        | 42,195 km        | Enock Kipkemboi 2:11:33 h             | Naomi Tuei 2:34:14 h                 |
| 21.04. | Taschkent-Marathon Taschkent                    | 42,195 km        | Uladsislau Pramau 2:18:39 h           | Yekaterina Tunguskova 2:40:58 h      |
| 21.04. | Izmir-Marathon Izmir                            | 42,195 km        | Vitalis Kibiwott 2:11:08 h            | Aamelmal Tagel 2:37:26 h             |
| 21.04. | Rabat-Marathon Rabat                            | 42,195 km        | Robert Kwambai 2:09:06 h              | Rahma Tahiri 2:25:30 h               |
| 21.04. | Hangzhou-Halbmarathon Hangzhou                  | 21,075 km        | -                                     | Zheng Xiaoqian 1:17:26 h             |
| 21.04. | Nanjing-Halbmarathon Nanjing                    | 21,0975 km       | Di Jun 1:05:16 h                      | Wu Bing 1:13:23 h                    |
| 21.04. | Shaoxing-Halbmarathon Shaoxing                  | 21,0975 km       | John Kiplagat 1:03:31 h               | Daisilah Jerono 1:13:08 h            |
| 28.04. | Durban-Marathon Durban                          | 42,195 km        | Elroy Gelant 2:09:32 h                | Cian Oldknow 2:29:46 h               |
| 28.04. | Belgrad-Marathon Belgrad                        | 42,195 km        | Gilbert Chumba 2:11:48 h              | Emmah Cheruto Ndiwa 2:31:31 h        |
| 28.04. | Madrid-Marathon Madrid                          | 42,175 km        | Mitku Tafa 2:08:57 h                  | Naom Jebet 2:26:20 h                 |
| 28.04. | Maratona da Europa Aveiro                       | 42,195 km        | Mohamed Chaaboud 2:09:20 h            | Betty Jepleting 2:32:01 h            |
| 28.04. | Porto Alegre-Halbmarathon Porto Alegre          | 42,195 km        | Paulo Roberto Paula 2:13:11 h         | Viola Chelagat 2:38:05 h             |
| 28.04. | Madrid-Halbmarathon Madrid                      | 21,0975 km       | Amon Kiptoo 1:02:25 h                 | Joyce Chepkemoi Tele 1:09:22 h       |
| 01.05. | Oderzo Città Archeologica Oderzo                | 10,0 km / 5,0 km | Pietro Riva 28:57 min                 | Ludovica Cavalli 15:36 min           |
| 04.05. | Yssykköl-Marathon Tscholponata                  | 42,195 km        | Baxiyer Utkirov 2:26:44 h             | Shintsetseg Chuluunkhuu 2:48:07 h    |
| 05.05. | Kopenhagen-Marathon Kopenhagen                  | 42,195 km        | Abdi Ali Gelelchu 2:09:11 h           | Margaret Agai 2:27:31 h              |
| 05.05. | Genf-Marathon Genf                              | 42,195 km        | Kibrom Weldemicael 2:09:57 h          | Aynalem Kassahun 2:31:42 h           |
| 05.05. | Mainz-Halbmarathon Mainz                        | 21,0975 km       | Victor Kiptoo Benson Nzioki 1:01:01 h | Josephine Naukot 1:09:26 h           |
| 05.05. | Pittsburgh-Halbmarathon Pittsburgh              | 21,0975 km       | Wesley Kiptoo 1:01:32 h               | Stephanie Bruce 1:11:12 h            |
| 05.05. | Rio de Janeiro-Halbmarathon Rio de Janeiro      | 21,0975 km       | Héctor Garibay 1:03:29 h              | Glaucielle de Oliveira 1:22:31 h     |
| 12.05. | Bukarest-Halbmarathon Bukarest                  | 21,0975 km       | Alex Matata 1:01:04 h                 | Cynthia Kosgei 1:10:49 h             |
| 18.05. | Karlsbad-Halbmarathon Karlsbad                  | 21,0975 km       | Khalid Choukoud 1:04:01 h             | Tereza Hrochová 1:12:29 h            |
| 19.05. | Riga-Marathon Riga                              | 42,195 km        | Dawiti Charasischwili 2:21:46 h       | Jaana Strandvall 2:55:08 h           |
| 19.05. | Lima-Marathon Lima                              | 42,195 km        | Dominic Letting 2:11:48 h             | Atsede Bayisa 2:24:46 h              |
| 19.05. | HBF Run for a Reason Perth                      | 21,0975 km       | Matt Smith 1:09:36 h                  | Kathryn Watt 1:23:17 h               |
| 26.05. | Miyun Eco Marathon Peking                       | 42,195 km        | Agunafr Bekele 2:15:54 h              | Ding Changqin 2:34:52 h              |
| 26.05. | Chanthaburi-Halbmarathon Chanthaburi            | 21,0975 km       | Alexander Muhia 1:09:44 h             | Pareeya Sonsem 1:25:05 h             |
| 27.05. | Bolderboulder Boulder                           | 10,0 km          | Conner Mantz 29:13 min                | Grace Loibach Nawowuna 32:46 min     |
| 01.06. | Stockholm-Marathon Stockholm                    | 42,195 km        | Fredrick Kibii 2:14:17 h              | Marion Kibor 2:31:46 h               |
| 01.06. | Budweis-Halbmarathon Budweis                    | 21,0975 km       | Sebastian Hendel 1:03:38 h            | Maryna Nemtschenko 1:11:26 h         |
| 02.06. | Rio de Janeiro-Marathon Rio de Janeiro          | 42,195 km        | Josphat Kiprotich 2:12:35 h           | Betelhem Moges 2:39:53 h             |
| 02.06. | Launceston-Halbmarathon Launceston              | 21,0975 km       | Brett Robinson 1:03:12 h              | Sinead Diver 1:12:10 h               |
| 02.06. | Madrid Vintage Run Madrid                       | 10,0 km          | Dawit Wolde 26:55 min                 | Isobel Batt-Doyle 30:23 min          |
| 08.06. | New York Mini 10K New York City                 | 10,0 km          | -                                     | Senbere Teferi 30:47 min             |
| 09.06. | Chicago 13.1 Chicago                            | 21,0975 km       | Peter Mwaniki Njeru 1:01:46 h         | Joyline Chemutai 1:11:45 h           |
| 14.06. | Karlovac 10K Karlovac                           | 10,0 km          | Joseph Kimutai 28:27 min              | Caroline Makandi Gitonga 32:06 min   |
| 15.06. | Olmütz-Halbmarathon Olmütz                      | 21,0975 km       | Daniele D’Onofrio 1:04:56 h           | Nóra Szabó 1:12:44 h                 |
| 15.06. | Corrida de Langueux Langueux                    | 10,0 km          | Samwel Nyamai Mailu 27:52 min         | Abeba Aregawi 31:05 min              |
| 16.06. | Telesia 10K Telese Terme                        | 10,0 km          | Jean Marie Niyomukiza 29:35 min       | Meskerem Molla 32:24 min             |
| 16.06. | Bamburgh 10K Bamburgh                           | 10,0 km          | Timothy Kibet Kosgei 28:54 min        |                                      |
| 23.06. | Jakarta-Marathon Jakarta                        | 42,195 km        | Geoffrey Kiprotich Birgen 2:16:33 h   | Sheila Jepkosgei Chesang 2:34:01 h   |
| 23.06. | B.A.A. 10K Boston                               | 10,0 km          | Sabastian Sawe 27:42 min              | Melknat Wudu 31:15 min               |
| 29.06. | Bukarest 10K Bukarest                           | 10,0 km          | Joseph Kimutai 28:30 min              | Liliana Dragomir 36:10 min           |
| 30.06. | Hamburg-Halbmarathon Hamburg                    | 21,0975 km       | Vincent Kimutai 1:02:09 h             | Alemaddis Eyayu 1:10:47 h            |
| 04.07. | Peachtree Road Race Atlanta                     | 10,0 km          | Sabastian Sawe 28:03 min              | Stacey Chepkemboi Ndiwa 31:12 min    |
| 06.07. | Gold Coast-Halbmarathon Gold Coast              | 21,0975 km       | Andrew Buchanan 1:02:25 h             | Leanne Pompeani 1:09:20 h            |
| 07.07. | Gold Coast-Marathon Gold Coast                  | 42,195 km        | Timothy Kipkorir 2:08:52 h            | Yuki Nakamura 2:24:22 h              |
| 20.07. | Pattaya 10K Pattaya                             | 10,0 km          | Emmanuel Kiprono 30:03 min            | Chepngetich Langat 34:06 min         |
| 21.07. | Pattaya-Marathon Pattaya                        | 42,195 km        | James Tallam Cheruitich 2:25:41 h     | Caroline Cherono 2:52:53 h           |
| 21.07. | Pattaya-Halbmarathon Pattaya                    | 21,0975 km       | Emmanuel Kiprono 1:06:46 h            | Misa Yimer 1:17:00 h                 |
| 26.07. | Giro di Castelbuono Castelbuono                 | 11,273 km        | Ilias Fifa 35:31 min                  | -                                    |
| 28.07. | São Paulo-Marathon São Paulo                    | 42,195 km        | Renilson da Silva 2:25:38 h           | Renata Moreno 2:53:37 h              |
| 11.08. | Sunshine Coast Marathon Festival Sunshine Coast | 21,0975 km       | Liam Boudin 1:03:40 h                 | Lisa Jane Weightman 1:10:23 h        |
| 11.08. | Sunshine Coast Marathon Festival Sunshine Coast | 10,0 km          | Thomas Campbell 30:59 min             | Michelle Edwards 36:04 min           |
| 11.08. | Sunshine Coast Marathon Festival Sunshine Coast | 5,0 km           | -                                     | Olga Firsová 16:30 min               |
| 18.08. | Falmouth Road Race Falmouth                     | 11,265 km        | John Korir 31:15 min                  | Fantaye Belayneh 36:10 min           |
| 25.08. | Hokkaidō-Marathon Sapporo                       | 42,195 km        | Shōgo Nakamura 2:15:36 h              | Pauline Kamulu 2:31:04 h             |
| 25.08. | Songkhla-Marathon Songkhla                      | 42,195 km        | Wendwesen Tilahun 2:20:34 h           | Phạm Quỳnh Le 2:56:47 h              |
| 25.08. | Hyderabad-Marathon Hyderabad                    | 42,195 km        | Hammington Kimyaiyo 2:26:06 h         | Sheila Chebet 2:39:24 h              |
| 25.08. | Lima-Halbmarathon Lima                          | 21,0975 km       | Ulise Martín 1:03:10 h                | Jovana de la Cruz 1:12:43 h          |
| 25.08. | Buenos Aires-Halbmarathon Buenos Aires          | 21,0975 km       | Gerba Dibaba 1:00:24 h                | Ruth Chepngetich 1:05:58 h           |
| 07.09. | Stockholm-Halbmarathon Stockholm                | 21,0975 km       | Ebba Tulu Chala 1:04:08 h             | Carolina Wikström 1:14:36 h          |
| 08.09. | Vilnius-Marathon Vilnius                        | 42,195 km        | Lukas Tarasevičius 2:25:02 h          | Milda Eimontė 2:47:20 h              |
| 08.09. | Izmir-Halbmarathon Izmir                        | 21,0975 km       | Dominick Kipkirui Bett 1:04:38 h      | Clémence Calvin 1:17:50 h            |
| 08.09. | Great North Run South Shields                   | 21,0975 km       | Abel Kipchumba 59:52 min              | Mary Ngugi-Cooper 1:07:40 h          |
| 08.09. | Fifth Avenue Mile New York City                 | Meile            | Josh Kerr 3:44,3 min                  | Karissa Schweizer 4:14,8 min         |
| 14.09. | Prievidza 10K Prievidza                         | 10,0 km          | Simon Mwangi 28:20 min                | Caroline Makandi Gitonga 30:51 min   |
| 15.09. | Krabi-Halbmarathon Krabi                        | 21,0975 km       | Takele Ebisa 1:09:32 h                | Tsega Desta 1:23:23 h                |
| 15.09. | Porto-Halbmarathon Porto                        | 21,0975 km       | Gilbert Kibet 1:00:26 h               | Cynthia Chemweno 1:09:58 h           |
| 21.09. | European Road Mile Brașov                       | Meile            | Romain Mornet 4:01,7 min              | Gabija Galvydytė 3:36,8 min          |
| 22.09. | Buenos Aires-Marathon Buenos Aires              | 42,195 km        | Bethwel Yegon 2:09:04 h               | Yenenesh Tilahun Dinkesa 2:27:15 h   |
| 22.09. | Ústí-Halbmarathon Ústí nad Labem                | 21,0975 km       | Gáspár Csere 1:06:06 h                | Tereza Hrochová 1:12:01 h            |
| 22.09. | Belfast-Halbmarathon Belfast                    | 21,0975 km       | Barnaba Kipkoech 1:03:48 h            | Natasha Wilson 1:12:47 h             |
| 29.09. | Warschau-Marathon Warschau                      | 42,195 km        | Levente Szemerei 2:10:43 h            | Olha Nyschnyk 2:31:24 h              |
| 29.09. | Porto Alegre-Marathon Porto Alegre              | 42,195 km        | Maxwell Rotich 2:18:57 h              | Vivian Kiplagat 2:42:59 h            |
| 06.10. | Bengaluru-Marathon Bengaluru                    | 42,195 km        | Kartik Kumar 2:22:50 h                | KM Laxmi 3:00:21 h                   |
| 06.10. | Telesia 21K Telese Terme                        | 21,0975 km       | Asmamawu Diro 1:03:24 h               | Gelane Getu 1:12:06 h                |
| 13.10. | Bukarest-Marathon Bukarest                      | 42,195 km        | Nicolae Soare 2:20:29 h               | Sanae Achahbar 2:39:05 h             |
| 13.10. | Sofia-Marathon Sofia                            | 42,195 km        | Shadrack Kimaiyo 2:15:04 h            | Harriet Jepchumba 2:38:25 h          |
| 13.10. | Zagreb-Marathon Zagreb                          | 42,195 km        | Ivan Dračar 2:25:42 h                 | Tea Faber 2:46:11 h                  |
| 13.10. | Ankara-Halbmarathon Ankara                      | 21,0975 km       | Hüseyin Can 1:07:13 h                 | Daisy Kimeli 1:15:11 h               |
| 13.10. | 20KM de Paris Paris                             | 20,0 km          | Hayimro Yele 58:05 min                | Manon Trapp 1:04:47 h                |
| 20.10. | Kapstadt-Marathon Kapstadt                      | 42,1955 km       | Abdisa Tola 2:08:15 h                 | Glenrose Xaba 2:22:22 h              |
| 20.10. | Rom-Halbmrathon Rom                             | 21,0975 km       | Emmanuel Wafula 59:58 min             | Nancy Sang 1:06:52 h                 |
| 20.10. | Bilbao-Halbmarathon Bilbao                      | 21,0975 km       | Ezekiel Mutai 1:01:13 h               | Purity Kajuju Gitonga 1:08:52 h      |
| 27.10. | Nairobi-Marathon Nairobi                        | 42,195 km        | Ronald Kurgat 2:13:05 h               | Gladys Chemutai 2:31:52 h            |
| 27.10. | Venedig-Marathon Venedig                        | 42,195 km        | Abebe Tilahun 2:09:08 h               | Birkutan Abera 2:32:40 h             |
| 27.10. | Casablanca-Marathon Casablanca                  | 42,195 km        | Hamza Sahli 2:09:03 h                 | Joan Chepkosgei 2:27:41 h            |
| 02.11. | New York 5K New York City                       | 5,0 km           | Ahmed Muhumed 13:38 min               | Annie Rodenfels 15:20 min            |
| 03.11. | Gaochun-Marathon Gaochun                        | 42,195 km        | Aschalew Hunde 2:14:55 h              | Maureen Jepkoech Kiprono 2:37:34 h   |
| 03.11. | Porto-Marathon Porto                            | 42,195 km        | Abel Chelangat 2:10:01 h              | Naom Jebet 2:30:00 h                 |
| 10.11. | Korat-Marathon Nakhon Ratchasima                | 42,195 km        | Fekadu Deresa 2:31:21 h               |                                      |
| 10.11. | Athen-Marathon Athen                            | 42,195 km        | Charalampos Pitsolis 2:18:56 h        | Stamatia Noula 2:40:20 h             |
| 10.11. | Ravenna-Marathon Ravenna                        | 42,195 km        | Sampson Keiyo 2:12:52 h               | Merci Jebet 2:44:55 h                |
| 10.11. | Boston-Halbmarathon Boston                      | 21,0975 km       | Yemane Haileselassie 1:01:46 h        | Fantaye Belayneh 1:10:26 h           |
| 17.11. | Monterrey-Halbmarathon Monterrey                | 21,0975 km       | José Luis Santana 1:03:36 h           | Natalí Mendoza 1:15:13 h             |
| 17.11. | Great Ethiopian Run Addis Abeba                 | 10,0 km          | Biniam Mehary 28:26 min               | Asayech Ayichew 32:14 min            |
| 24.11. | Zhoushan-Marathon Zhoushan                      | 42,195 km        | Daaniel Kiprono 2:14:58 h             | Beyene Workinesh 2:40:22 h           |
| 24.11. | Guadalajara-Marathon Guadalajara                | 42,195 km        | John Kimaiyo 2:14:22 h                | Isabel Oropeza 2:37:07 h             |
| 28.11. | Manchester Road Race Manchester                 | 4,737 Meilen     | Andrew Colley 21:09 min               | Weini Kelati 23:14 min               |
| 1.12.  | Borobudur-Marathon Borobudur                    | 42,195 km        | Moses Gaikarira 2:20:24 h             | Shauline Koech 2:39:03 h             |
| 1.12.  | Bangkok-Marathon Bangkok                        | 42,195 km        | Tariku Abdi 2:16:42 h                 | Tsega Desta 2:43:38 h                |
| 1.12.  | Bangkok-Marathon Bangkok                        | 21,0975 km       | Kennedy Njogu 1:03:44 h               | Kawtar Kahhaz 1:15:24 h              |
| 1.12.  | Bangkok-Marathon Bangkok                        | 10,0 km          | Kieran Tuntivate 29:06 min            | Hajer Berhe 36:38 min                |
| 1.12.  | Tunis-Marathon Tunis                            | 42,195 km        | Francis Cheruiyot 2:11:30 h           | Flomena Chepkiach 2:33:41 h          |
| 1.12.  | Xiamen-Halbmarathon Xiamen                      | 21,975 km        | Edward Konana Koonyo 1:01:18 h        | Judy Kemboi 1:07:06 h                |
| 08.12. | Mumbai-Halbmarathon Mumbai                      | 21,0975 km       | Rameshwar Munjal 1:09:03 h            |                                      |
| 08.12. | Course de l’Escalade Genf                       | 7,323 km         | Dominic Lobalu 20:38 min              | Diane van Es 23:32 min               |
| 15.12. | Málaga-Marathon Málaga                          | 42,195 km        | Vincent Kigen 2:08:05 h               | Aynalem Desta 2:25:10 h              |
| 15.12. | Pune-Halbmarathon Pune                          | 21,0975 km       | Kirulkar Pradhan 1:04:22 h            | Rani Muchandi 1:21:29 h              |
| 22.12. | Bangkok-Halbmarathon Bangkok                    | 21,0975 km       | Kinde Tiruneh 1:07:59 h               |                                      |
| 31.12. | BOclassic Bozen                                 | 10,0 km / 5,0 km | Telahun Haile Bekele 27:59 min        | Nadia Battocletti 15:31 min          |
| 31.12. | Cursa dels Nassos Barcelona                     | 5,0 km           | Matthew Kipkoech Kipruto 13:24 min    | Beatrice Chebet 13:54 min            |
| 31.12. | Corrida de São Silvestre São Paulo              | 15,0 km          | Wilson Kiprono Too 44:21 min          | Agnes Keino 51:25 min                |